# Messier 43
Messier 43 (auch als NGC 1982 oder De Mairans Nebel bezeichnet) ist ein Gasnebel im Sternbild Orion mit einer Helligkeit von +9,00 mag, der an den Orionnebel angrenzt. Der Nebel hat eine Winkelausdehnung von 20.0' × 15.0' nördlich von Messier 42 (Orionnebel).
Der Nebel wurde erstmals 1731 vom Franzosen Jean Jacques d’Ortous de Mairan dokumentiert. Charles Messier gab dem Nebel bei seiner Verzeichnung des Orionnebels eine eigene Katalognummer.
Der Emissionsnebel umgibt den veränderlichen Stern NU Orionis (HD 37061) und wird von diesem zum Leuchten angeregt. Die Gaswolke ist wie der Orionnebel eine HII-Region.